# Май, Элла
Элла Май (англ. Ella Mai) — британская певица, R&B-музыкант, автор и исполнитель. Номинант и лауреат нескольких музыкальных премий.
В декабре получила номинацию на премию Грэмми в категории Лучшая песня года (Grammy Awards).

## Биография
Родилась 3 ноября 1994 года в Лондоне (Великобритания), её мать из Ямайки, а отец ирландец. По словам певицы, её мама так любила американский джаз, что назвала свою дочь в честь Эллы Фицджеральд. Элла переехала из Лондона в Нью-Йорк в возрасте 12 лет, окончила Queens High School of Teaching в Glen Oaks, Queens (Куинс, штат Нью-Йорк).

## Дискография
Дискография Эллы Май включает, в том числе, следующие релизы:

### Студийные альбомы
| Название | Детали                                                                                             | Высшая позиция | Высшая позиция | Высшая позиция | Высшая позиция | Высшая позиция | Высшая позиция | Высшая позиция | Высшая позиция | Высшая позиция | Высшая позиция | Продажи        | Сертификации    |
| Название | Детали                                                                                             | UK             | AUS            | BEL (FL)       | CAN            | IRE            | NLD            | NZ             | US             | US R&B/ HH     | US R&B         | Продажи        | Сертификации    |
| -------- | -------------------------------------------------------------------------------------------------- | -------------- | -------------- | -------------- | -------------- | -------------- | -------------- | -------------- | -------------- | -------------- | -------------- | -------------- | --------------- |
| Ella Mai | - Дата выхода: 12 октября 2018 - Лейбл: Interscope, 10 Summers - Форматы: CD, LP, digital download | 18             | 19             | 94             | 16             | 55             | 31             | 7              | 5              | 4              | 1              | - США: 500,000 | - RIAA: Золотая |

- Heart on My Sleeve (2022)

## Награды и номинации
| Год  | Награда                 | Категория                                | Номинированная работа | Результат |
| ---- | ----------------------- | ---------------------------------------- | --------------------- | --------- |
| 2018 | MTV Video Music Awards  | Song of Summer                           | «Boo’d Up»            | Номинация |
| 2018 | American Music Awards   | Favorite Song — Soul/R&B                 | «Boo’d Up»            | Номинация |
| 2018 | American Music Awards   | Favorite Female Artist — Soul/R&B        | Herself               | Номинация |
| 2018 | Soul Train Music Awards | Best Song of the Year                    | «Boo’d Up»            | Победа    |
| 2018 | Soul Train Music Awards | The Ashford & Simpson Songwriter’s Award | «Boo’d Up»            | Победа    |
| 2018 | Soul Train Music Awards | Best Video of the Year                   | «Boo’d Up»            | Номинация |
| 2018 | Soul Train Music Awards | Best R&B/Soul Female Artist              | Herself               | Победа    |
| 2019 | Grammy Awards           | Best R&B Song                            | «Boo’d Up»            | Победа    |
| 2019 | Grammy Awards           | Song of the Year                         | «Boo’d Up»            | Номинация |
| 2019 | Brit Awards             | Best Breakthrough Act                    | Herself               | Ожидается |